# Antifate (figlio di Sarpedonte)
Antifate  (in greco antico: Ἀντιφάτης?) è un personaggio della mitologia greca, figlio illegittimo del re Sarpedonte di Licia e di una sua schiava.

## Mitologia
Combatté insieme col padre nella guerra di Troia, schierandosi a difesa della città. 
Poco prima della fine della guerra Sarpedonte fu ucciso per mano di Patroclo; quando poi Troia cadde, Antifate si unì ai troiani di Enea. 

Sbarcati nel Lazio, gli esuli dovettero lottare contro le popolazioni locali ed in questo nuovo sanguinoso conflitto il giovane licio fu ucciso da Turno, il re dei Rutuli e massimo avversario di Enea.